# A.S.D. Cynthia 1920
Associazione Sportiva Dilettantistica Cynthia 1920 là một câu lạc bộ bóng đá Ý nằm ở Genzano di Roma, Lazio. Đội bóng hiện tại thi đấu ở Serie D.

## Lịch sử
Câu lạc bộ được thành lập vào năm 1920.

### Serie D
Trong mùa 2006-07, lần đầu tiên đội bóng được thăng hạng ở Serie D.
Trong mùa 2011-12, đội đã xuống hạng Eccellenza, nhưng câu lạc bộ sẽ tiếp tục thi đấu ở Serie D sau khi được điều chỉnh để lấp chỗ trống được tạo ra.

## Màu sắc và huy hiệu
Màu sắc của đội là trắng và xanh.